# Pustiměř
Pustiměř är en ort i Tjeckien. Den ligger i regionen Södra Mähren, i den östra delen av landet, 210 km öster om huvudstaden Prag. Pustiměř ligger 286 meter över havet och antalet invånare är 1 580.
Terrängen runt Pustiměř är huvudsakligen platt, men västerut är den kuperad. Runt Pustiměř är det ganska tätbefolkat, med 60 invånare per kvadratkilometer. Närmaste större samhälle är Vyškov, 5,4 km söder om Pustiměř. Trakten runt Pustiměř består till största delen av jordbruksmark.